# Torkild Terkelsen
Torkild Terkelsen (född 1941) är en norsk predikant och grundare av Nardusförsamlingarna. 
1957 blev Terkelsen andedöpt och ett par år senare började han predika på fritiden. I decennier reste han sedan runt som evangelist inom den norska pingströrelsen, från 1973 på heltid.
Under 1980-talet började han lära att dop endast fick ske "i Jesu namn" och 1986 döptes han själv om, med denna ritual, av UPCI-pastorn Eddie Anderson Tilley. I likhet med UPCI förkastar Terkelsen treenighetsläran och i början av 1980-talet grundlade han Nardusförsamlingar i Norge, Sverige och Färöarna, som anammar denna undervisning.
1983 startade Terkelsen Sion Kassettmisjon (numera kallad Siste Basun) med månatliga bandinspelningar av egna predikningar över eskatologiska ämnen.
Terkelsens tidning Nardus (med mottot: "Med det fulle evangeliet til de nordiske land") har en upplaga på 350 exemplar.